# The Ocean Cleanup
The Ocean Cleanup – fundacja, która opracowuje technologie do wydobywania plastikowych zanieczyszczeń z oceanów i zapobiegania przedostawaniu się ich większej ilości do wód oceanów. Organizacja została założona w 2013 roku przez Boyana Slata, holenderskiego wynalazcę-przedsiębiorcę pochodzenia chorwackiego, który od momentu założenia fundacji pełni funkcję prezesa zarządu i otrzymał ponad 31,5 miliona dolarów w postaci darowizn od sponsorów, w tym od dyrektora generalnego Salesforce.com Marca Benioffa, filantropa Petera Thiela, fundacji Juliusa Baera i Royal DSM. Ocean Cleanup zebrał również ponad 2,2 miliony dolarów w trakcie kampanii crowdfundingowej w 2014 roku (przy wsparciu 38 tys. ludzi). Siedziba fundacji znajduje się w Rotterdamie. Według obliczeń młodego wynalazcy na morskim recyklingu można zaoszczędzić rocznie nawet 500 milionów dolarów. W organizacji pracuje 70 pracowników.

## Technologia

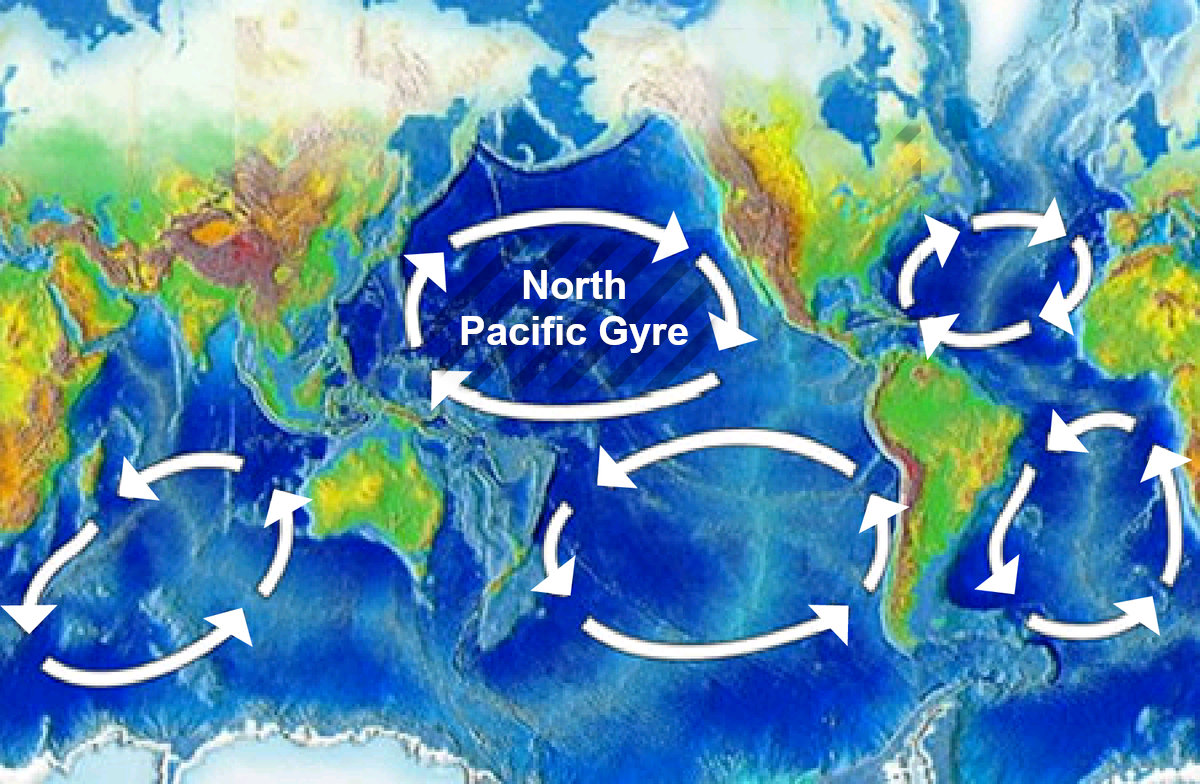
Plama Śmieci znajduje się w Wirze Północnopacyficznym, jeden z pięciu głównych wirów oceanicznych

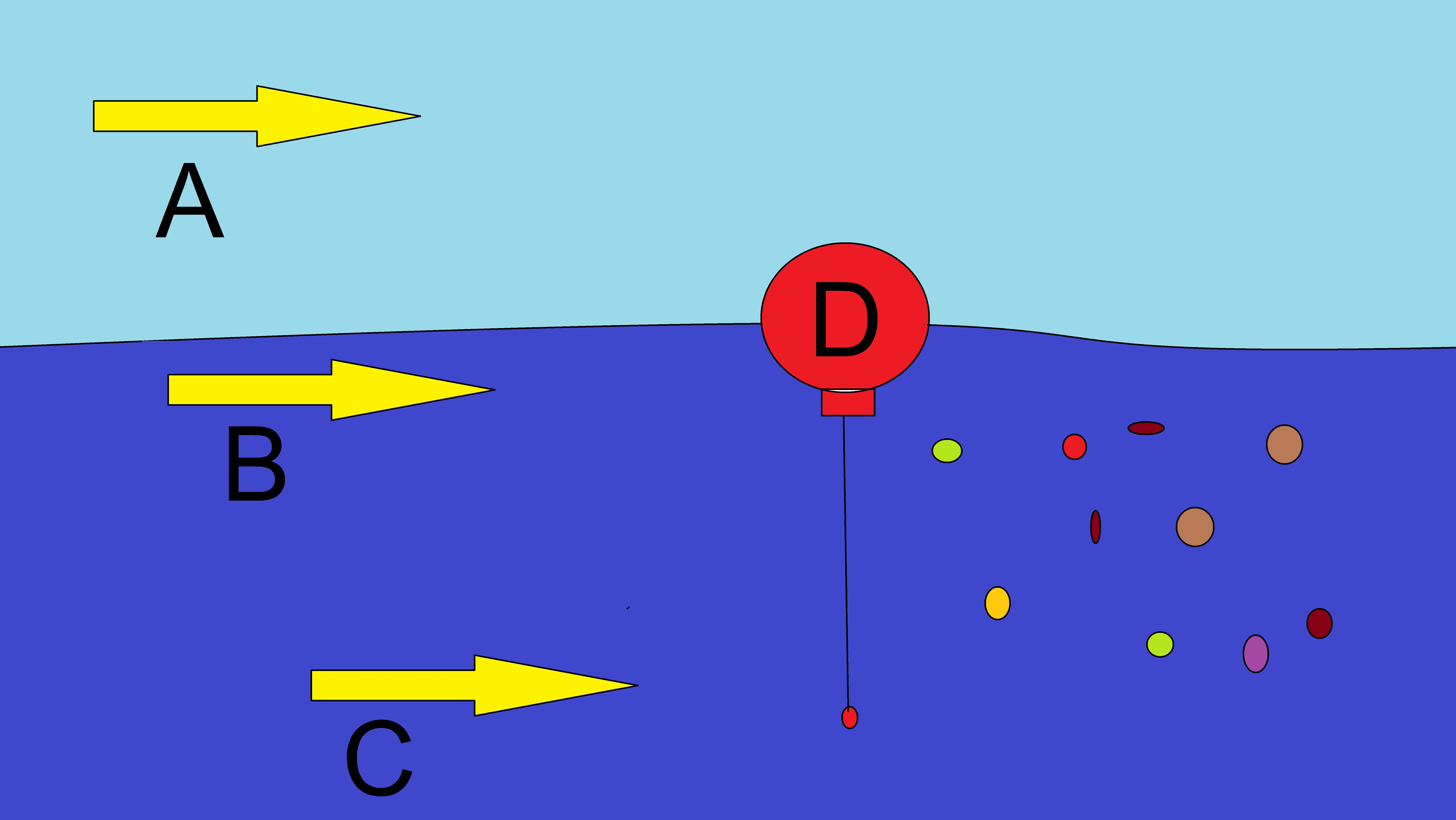
Pływająca instalacja widziana z bokuA: wiatr
B: fale
C: prąd morski
D: przekrój instalacji
Wiatr, fale i prąd popychają barierę w stronę wolniej poruszających się śmieci, przez co są one zbierane

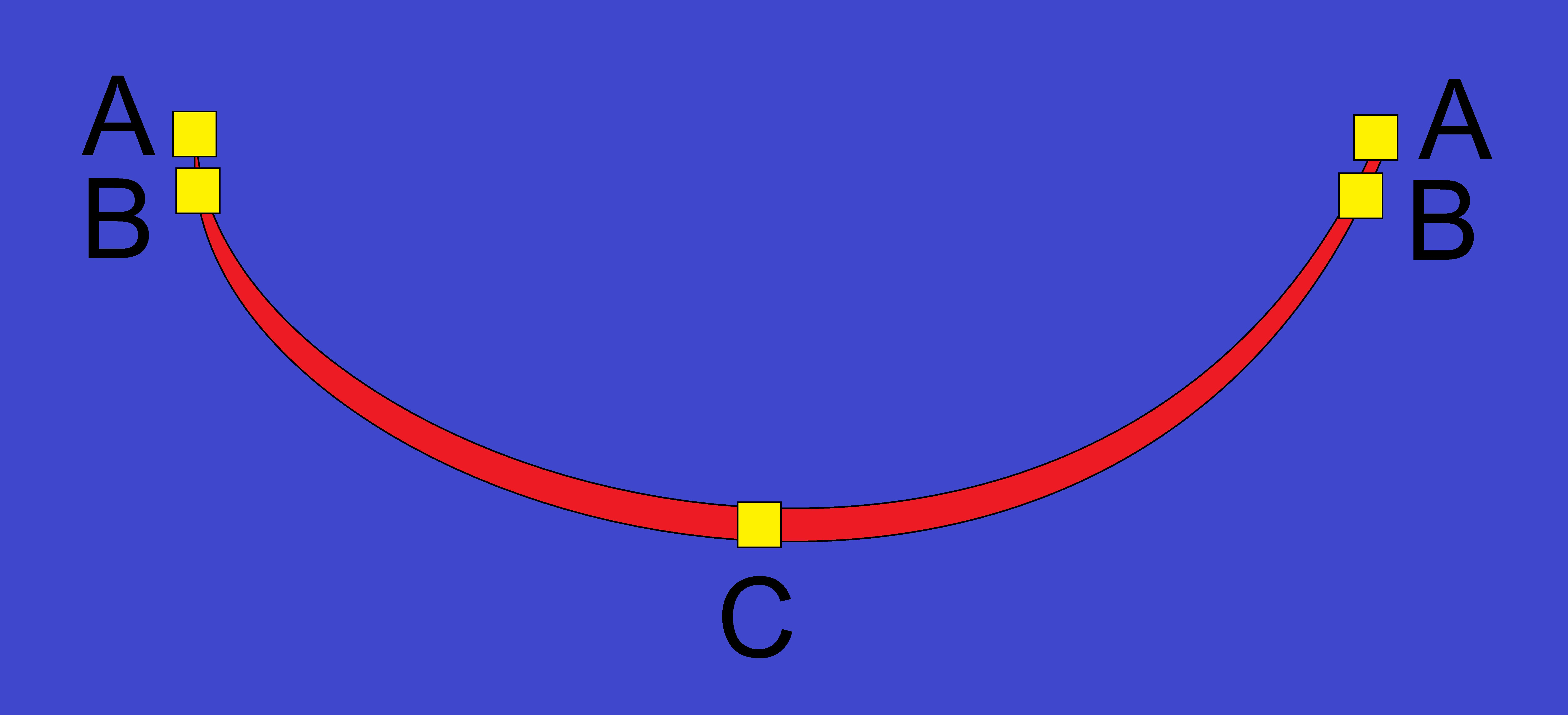
Widok pływającej bariery z góry

### Oczyszczanie oceanów

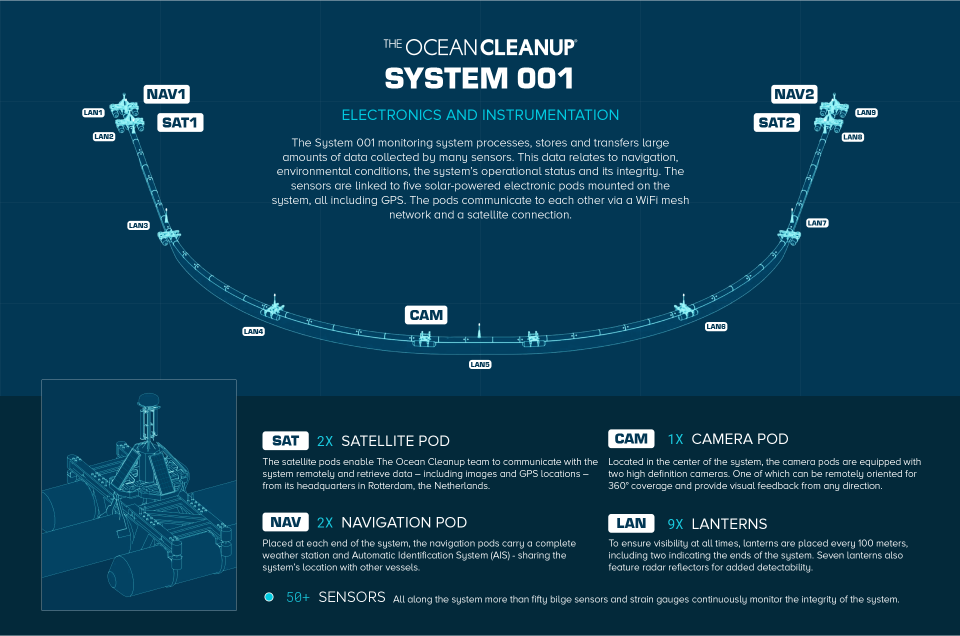
Schemat działania systemu rozwijanego przez The Ocean Cleanup

The Ocean Cleanup wykorzystuje pasywną metodę zbierania śmieci morskich w wirach oceanicznych za pomocą 600 metrowych dryfujących systemów pływających, poruszających się pod wpływem wiatru i fal szybciej od plastiku i zbierających śmieci. Trzymetrowy ekran pod pływającą rurą wychwytuje i koncentruje zanieczyszczenia. Systemy te nie wymagają zewnętrznego źródła energii, ponieważ wykorzystują prądy, które niosą je do miejsc w oceanie o najwyższym stężeniu zanieczyszczeń. Systemy w kształcie litery U będą swobodnie dryfować w wirach Północnego Pacyfiku i koncentrować pływające śmieci, zanim statki pomocnicze zbiorą skoncentrowane śmieci i odtransportują na brzeg. Pierwszy system został wdrożony 8 września 2018 r., a The Ocean Cleanup szacuje, że w ciągu pięciu lat, począwszy od pełnego wdrożenia w 2020 r., będzie w stanie zebrać 50% śmieci w obszarze Wielkiej Pacyficznej Plamy Śmieci. Co 4-6 tygodnie urządzenie musi być opróżniane, a zebrane z oceanu odpady zostaną poddane recyklingowi. Zbierane będą odpady o wielkości 1 cm i większe. System jest wyposażony w urządzenia informujące statki o ich obecności, co zmniejszy ryzyko kolizji.

### Oczyszczanie rzek
Według fundacji, 80% plastiku w oceanach pochodzi z 1000 najbardziej zanieczyszczonych rzek. Organizacja będzie prowadziła więc działania, które pozwolą "zamknąć kran". 

#### The Interceptor
The Interceptor (dosłownie Myśliwiec przechwytujący) to dryfujące na wodzie, używające w 100% energii elektrycznej pochodzącej ze słońca urządzenie, które dzięki podobnego do katamaranu kształtu magazynuje pływający po rzece plastik. Jego wydajność to 50 000 kilogramów plastiku dziennie (do 100 000 kilogramów w optymalnych warunkach). Jego pojemność to 50 metrów sześciennych. Został skonstruowany tak, by nie przeszkadzał łodziom i statkom przepływać przez rzekę. Może działać 24 godziny na dobę, 7 dni w tygodniu, dzięki panelom słonecznym i 20kWh, litowo-jonowej baterii. The Interceptor jest całkowicie autonomiczny.

## Badania

### Mega Expedition
Dzięki serii wypraw oceanicznych, The Ocean Cleanup zbadał całkowitą masę i rozmieszczenie plastikowych szczątków w oceanach, a także wykonalne metody recyklingu, i technologie pod względem ekonomii i wytrzymałości. W sierpniu 2015 r. przeprowadzono tzw. Mega Expedition, w której flota złożona z około 30 statków zbadała Wielką Pacyficzną Plamę Śmieci za pomocą 652 siatek powierzchniowych mierząc stężenie, rozkład przestrzenny i rozmiar plastiku. Naukowcy na pokładzie R/V Ocean Starr zaobserwowali znacznie więcej plastiku niż się spodziewali.

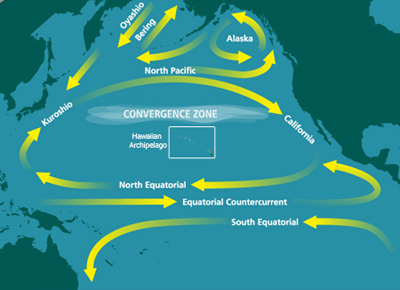
Lokalizacja Pacyficznej Plamy Śmieci

### Aerial Expedition
Jesienią 2016 roku, The Ocean Cleanup przeprowadził serię lotów rozpoznawczych przez Wielką Pacyficzną Plamę Śmieci. Ekspedycja ta nosiła nazwę Aerial Expedition i była pierwszym lotniczym badaniem oceanicznej plamy śmieci. Celem wyprawy było ilościowe określenie największych zanieczyszczeń oceanu, tj. sieci widma. Zebrane dane w połączeniu z danymi z poprzedniej wyprawy Mega Expedition pomogły zlokalizować plastikowe zanieczyszczenia w Wielkiej Pacyficznej Plamie Śmieci.
Aby określić ilościowo zanieczyszczenia, w ramach projektu wykorzystano kombinację ludzkich obserwatorów i czujników. Użyli oni samolotu C-130 Hercules (nazwanego Ocean Force One), który leciał z 13 badaczami na pokładzie. Wykorzystano system CZMIL (który wykorzystuje LiDAR do tworzenia trójwymiarowego obrazu sieci widm) oraz hiperspektralnego systemu obrazowania SWIR SASI (który wykorzystuje kamerę na podczerwień do wykrywania śmieci) w celu dokumentowania zanieczyszczeń oceanu plastikowymi zanieczyszczeniami. Boyan Slat powiedział, że załoga zobaczyła o wiele więcej zanieczyszczeń, niż się spodziewano.

### Publikacje naukowe
22 marca 2018 r. The Ocean Cleanup opublikował połączone wyniki Mega- i Aerial Expedition, szczegółowo opisujące wielkość Wielkiej Pacyficznej Plamie Śmieci, jak również stężenie w niej tworzywa sztucznego. Stwierdzili, że Plama ma powierzchnię 1,6 miliona kilometrów kwadratowych, z koncentracją do 100 kg na kilometr kwadratowy w centrum łaty, do 10 kg na kilometr kwadratowy w zewnętrznych częściach łat. Szacuje się, że Plama zawiera 80 tys. ton plastiku, (około 1,8 biliona kawałków plastiku), z czego 92% masy jest nadal w kawałkach większych niż 0,5 centymetra.

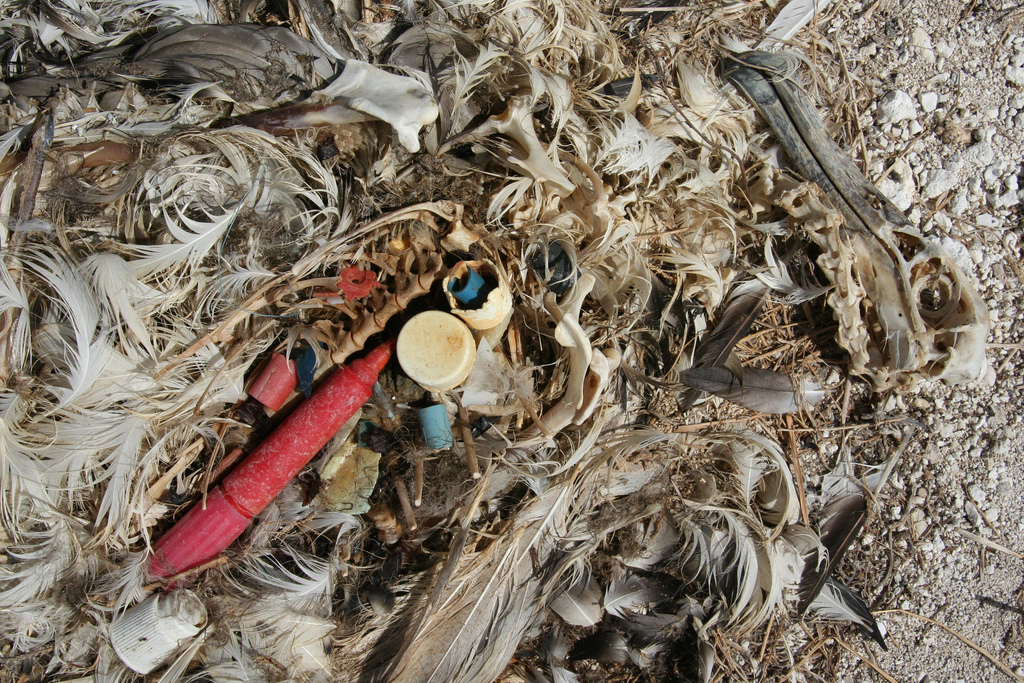
Pozostałości pisklęcia albatrosa, który był karmiony przez rodziców wyłowionymi odpadami plastikowymi co doprowadziło do jego śmierci

W grudniu 2017 r. w Environmental Science & Technology opublikowano opracowanie na temat trwałych zanieczyszczeń występujących w próbkach tworzyw sztucznych z Mega Expedition. Zespół badawczy stwierdził, że na powierzchni Wielkiej Pacyfiku znajduje się 180 razy więcej plastiku niż naturalnie występującej biomasy. Ponadto około 84% próbek tworzyw sztucznych zawierało co najmniej jedną substancję chemiczną PBT o stężeniach przekraczających bezpieczny poziom.
Zespół badawczy Ocean Cleanup opublikował w Nature Communications w czerwcu 2017 r. artykuł z modelem wkładu plastiku przez rzeki do oceanu. Ich model pokazał, że od 1,15 do 2,41 mln ton tworzyw sztucznych przedostaje się co roku do oceanów świata, z 86% wkładu pochodzącego z rzek w Azji.
W lutym 2015 r. zespół badawczy opublikował w Biogeosciences opracowanie na temat pionowego rozkładu tworzyw sztucznych z próbek wykonanych na Północnym Atlantyku. Zaprojektowali oni nowy typ narzędzia pomiarowego, który może mierzyć stężenie na 10 różnych głębokościach jednocześnie. Stwierdzono, że stężenie tworzywa sztucznego spada wykładniczo wraz z głębokością, przy czym najwyższe stężenie występuje na powierzchni, a stężenie w słupie wody zbliża się do zera kilka metrów w głąb wody.

## Testy
W serii testów, kolejne modele w coraz większych rozmiarach były instalowane w coraz trudniejszych lokalizacjach oceanicznych. The Ocean Cleanup przeprowadził w 2015 roku kontrolowane testy środowiskowe. 100-metrowy segment przeszedł test na Morzu Północnym, u wybrzeży Holandii latem 2016 roku. Celem testów było sprawdzenie wytrzymałości wybranych materiałów i połączeń między elementami. Test wykazał, że konwencjonalne belki używane do zbierania oleju nie nadają się do pracy w trudnych warunkach, w jakich będzie pracować system. Wybrano rury z twardego polietylenu (HDPE) o twardych ściankach, które są wystarczająco elastyczne, aby poddawać się falowaniu i wystarczająco sztywne, aby utrzymać kształt litery U. Od tego czasu przeprowadzono więcej testów wytrzymałościowych 273 modeli.
11 maja The Ocean Cleanup ogłosił, że kolejnym krokiem jest przetestowanie nowego systemu dryfującego na Północnym Pacyfiku w 2017 roku. Po udoskonaleniu tego projektu, The Ocean Cleanup uruchomił pierwszy system we wrześniu 2018 r. Planuje się, że stopniowo dodając kolejne systemy, do 2020 r. mają osiągnąć pełną skalę wdrożenia operacji w Wielkiej Pacyficznej Plamie Śmieci.

## Krytyka
The 5 Gyres Institute stwierdził, że The Ocean Cleanup nie sporządził dokładnego raportu o oddziaływaniu na środowisko i nie zbadał alternatyw, na przykład nie zbadał możliwości odzyskania zanieczyszczeń plastikowych przez rybaków. Boyan Slat stwierdził, że użycie konwencjonalnych metod, takich jak statki i sieci, byłoby nieefektywne czasowo i finansowo. The Ocean Cleanup twierdzi, że pracuje wraz z ekspertami zewnętrznymi nad badaniami nad oddziaływaniem na środowisko, w celu dokonania oceny i zminimalizowania ewentualnego wpływu na środowisko naturalne, jaki może wywierać ich technologia.

## Nagrody
Magazyn "Time" zaliczył osiągnięcia organizacji do listy 25 najlepszych wynalazków 2015 r., London Design Museum nadał jej tytuł Design of the Year. Organizacja ma też takie nagrody jak INDEX: Award czy Fast Company’s 2015 Innovation by Design.